# Daniel Magnusson
Daniel Magnusson (født 8. marts 2000) er en svensk curlingspiller.
Han repræsenterede Sverige under vinter-OL 2022 i Beijing, hvor han tog guld som reserve.